# Sylvain Sylvain
Sylvain Mizrahi (El Cairo, 14 de febrero de 1951-Nashville, 13 de enero de 2021), más conocido como Sylvain Sylvain, fue un músico sirio-estadounidense, reconocido por su colaboración con la banda de punk rock The New York Dolls y por su posterior carrera como solista. Nacido en El Cairo, se trasladó con su familia a los Estados Unidos en su juventud, país donde desarrolló su carrera musical.

## Biografía

### Primeros años
Nació como Sylvain Mizrahi en una familia judía siria en El Cairo y fue criado en París, ciudad a la que su familia tuvo que huir a causa de una renovada ola de antisemitismo en todo el Medio Oriente después de que Israel intentara ayudar a las fuerzas británicas y francesas a tomar el control de Suez en 1956. Finalmente, se radicó en la ciudad de Nueva York, donde asistió a la escuela preparatoria Quintano. Por esa época conoció a Billy Murcia, un joven colombiano con el que estableció una boutique llamada Truth and Soul, animado por la creciente ola del glam rock y su particular estilo visual.

### Carrera
A comienzos de la década de 1970 fundó la agrupación Actress con Murcia, Johnny Thunders y Arthur Kane, formación que terminó convirtiéndose en The New York Dolls. Después del trágico fallecimiento de Murcia durante una gira, la banda publicó el disco homónimo en 1973 con Sylvain en la guitarra rítmica y los coros, seguido de Too Much Too Soon un año después. Thunders y el baterista Jerry Nolan abandonaron la formación, dejando a Sylvain y a David Johansen al frente de una golpeada agrupación que terminó disolviéndose en 1977.
Tras la ruptura del grupo, Sylvain inició su propia banda, The Criminal$, con la que continuó brindando recitales en el circuito de clubes neoyorquino. A finales de la década de 1970 obtuvo un contrato con RCA Records para grabar un álbum en solitario, Sylvain Sylvain de 1979, con escasa repercusión. En la década de 1980 publicó un puñado de álbumes de diversos proyectos en solitario y en los años 1990 decidió trasladarse a Los Ángeles. Allí grabó un nuevo disco, Sleep Baby Doll de 1998.
Luego de una colaboración con la banda The Streetwalkin' Cheetahs, Sylvain se reunió con los miembros sobrevivientes de New York Dolls a mediados de la década de 2000 para grabar los discos One Day It Will Please Us to Remember Even This (2006), Cause I Sez So (2009) y Dancing Backward in High Heels (2011). Luego de esta colaboración, el músico vivió entre Atlanta y Nashville y realizó apariciones musicales en calidad de solista y con la agrupación The Dolls, con Steve Conte, Sami Yaffa y Robert Eriksson.

## Vida personal
En 2019 el músico anunció mediante la página GoFundMe que en 2018 fue diagnosticado con cáncer y que sería sometido a una cirugía que le demandaría una larga recuperación, por lo que debió poner en pausa sus actividades musicales. La noticia tuvo impacto en la comunidad musical, y a través de una campaña de crowdfunding y de la subasta de una guitarra firmada por figuras de la música rock como Keith Richards, Myles Kennedy, Slash, Michael Monroe y Mike Tramp, se recogieron fondos para el correspondiente tratamiento de la enfermedad.
Falleció el 13 de enero de 2021 debido al cáncer que padecía.

## Discografía

### New York Dolls
- New York Dolls (1973, Mercury Records)
- Too Much Too Soon (1974, Mercury Records)
- Return of the New York Dolls: Live from Royal Festival Hall (2004, Sanctuary Records)
- One Day It Will Please Us to Remember Even This (2006, Roadrunner Records)
- Cause I Sez So (2009, Atco Records)

### Criminal$
- Bowery Butterflies (2000, Munster Records). Demos grabadas en 1978.

### Sylvain Sylvain
- Sylvain Sylvain (1979, RCA Records)
- Out With the Wrong Woman (1983)
- (Sleep) Baby Doll (1998, Fishhead). Publicado en España como Paper, Pencil & Glue (2000, Munster Records).

### Syl Sylvain and the Teardrops
- Syl Sylvain and the Teardrops (1981, RCA Records)